# Diocesi di Xiangyang
La diocesi di Xiangyang (in latino: Dioecesis Siamiamensis) è una sede della Chiesa cattolica in Cina suffraganea dell'arcidiocesi di Hankou. Nel 1950 contava 20.184 battezzati su 1.163.824 abitanti. La sede è vacante.

## Territorio
La diocesi comprende parte della provincia cinese di Hubei.
Sede vescovile è la città di Xiangyang.

## Storia
La prefettura apostolica di Xiangyang fu eretta il 25 maggio 1936 con la bolla Sollicito studio di papa Pio XI, ricavandone il territorio dal vicariato apostolico di Laohekou (oggi diocesi).
Il 10 maggio 1951 la prefettura apostolica è stata elevata al rango di diocesi con la bolla Nihil refugit di papa Pio XII.

## Cronotassi dei vescovi
Si omettono i periodi di sede vacante non superiori ai 2 anni o non storicamente accertati.
- Francis Yi Hsüan-hua † (25 maggio 1936 - 1974 deceduto)

## Statistiche
La diocesi nel 1950 su una popolazione di 1.163.824 persone contava 20.184 battezzati, corrispondenti all'1,7% del totale.
| anno | popolazione | popolazione | popolazione | presbiteri | presbiteri | presbiteri | presbiteri                | diaconi | religiosi | religiosi | parrocchie |
| anno | battezzati  | totale      | %           | numero     | secolari   | regolari   | battezzati per presbitero | diaconi | uomini    | donne     | parrocchie |
| ---- | ----------- | ----------- | ----------- | ---------- | ---------- | ---------- | ------------------------- | ------- | --------- | --------- | ---------- |
| 1950 | 20.184      | 1.163.824   | 1,7         | 21         | 19         | 2          | 961                       |         | 2         | 34        | 13         |